# Offensive de Pâques
Guerre du Viêt Nam
Batailles
L’offensive de Pâques (Chiến dịch Xuân hè 1972 dans les sources vietnamiennes) est une campagne militaire conduite par l'Armée populaire vietnamienne contre l'ARVN et les forces armées des États-Unis entre le 30 mars et le 22 octobre 1972 pendant la guerre du Viêt Nam. 
Cette invasion conventionnelle (la plus grande offensive militaire depuis que 300 000 volontaires chinois avaient traversé le fleuve Yalou en Corée du Nord pendant la guerre de Corée) représente un changement radical par rapport aux offensives nord-vietnamiennes précédentes. L'offensive n'a pas été conçue pour gagner la guerre d'une manière pure et simple, mais plutôt pour gagner le plus de territoires et de détruire autant d'unités de l'ARVN que possible afin d'améliorer la position du Nord pour les négociations des accords de paix de Paris. Elle a ainsi pour objectif de démoraliser l'armée sud-vietnamienne et de parvenir à la réunification du pays.

## Historique

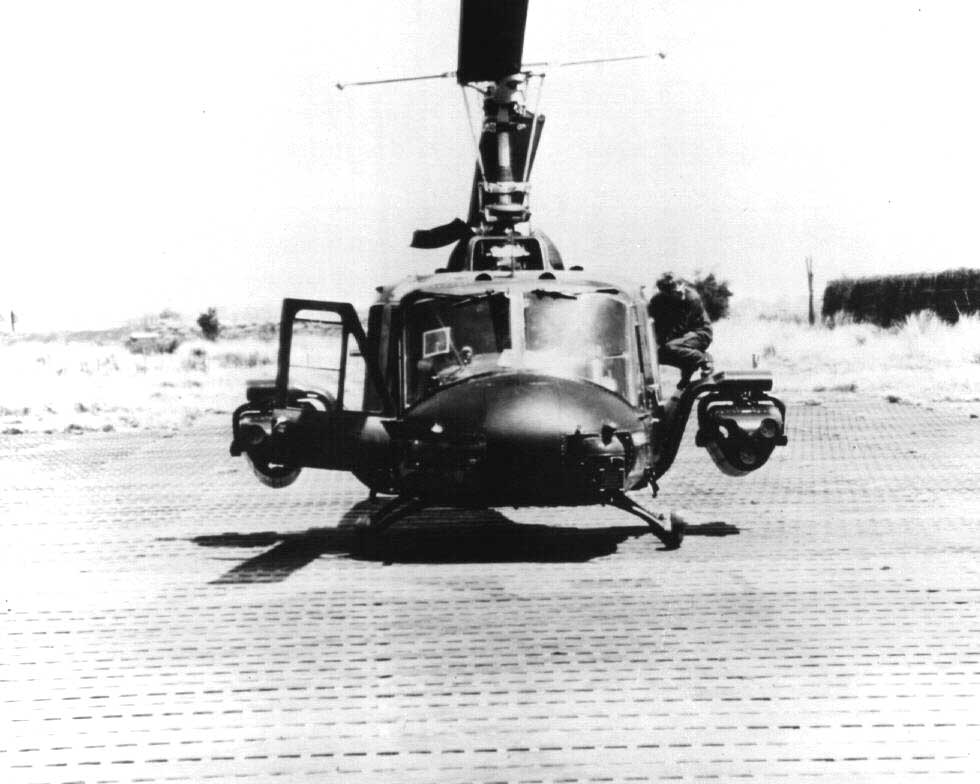
Hélicoptère Bell UH-1 Iroquois américain armé de BGM-71 TOW au Sud-Vietnam en 1972. On vit la première utilisation de ce missile antichar durant cette campagne.

Le haut-commandement américain s'attendait à une attaque en 1972 mais l'ampleur de l'offensive a pris les défenseurs sud-vietnamiens et américains de court parce que les assaillants ont frappé sur trois fronts en même temps avec le gros de l'armée nord-vietnamienne. Cette première tentative du Vietnam du Nord d'envahir le Sud depuis l'offensive du Têt de 1968 s'est caractérisée par des assauts d'infanterie/blindés classiques soutenus par de l'artillerie lourde, les deux camps déployant les dernières avancées technologiques en matière de systèmes d'armes.
Dans le secteur du Ier Corps tactique, les forces nord-vietnamiennes encerclent les positions défensives sud-vietnamiennes de Quảng Trị et s'emparent de la province après une longue bataille d'un mois avant de progresser plus au sud pour tenter de prendre Hué. Dans le secteur du IIe Corps tactique, les Nord-Vietnamiens s'emparent également de la capitale provinciale Kon Tum, leur ouvrant la voie à la mer et fractionnant le Viêt Nam du Sud en deux. Au nord-est de Saïgon, dans le secteur du IIIe Corps tactique, les forces du Nord envahissent Loc Ninh et montent à l'assaut de la capitale de la province de Bình long, An Lộc, point culminant de l'offensive, bataille lors de laquelle elles seront défaites, après quoi l'ARVN contre-attaquera et reprendra la ville de Quảng Trị en septembre.
La campagne peut ainsi être divisée en trois phases distinctes : l'avancée de l'armée nord-vietnamienne en avril, la période d'équilibre en mai et les contre-attaques des forces sud-vietnamiennes en juin et juillet aboutissant à la reprise de Quảng Trị en septembre.
Sur les trois fronts de l'offensive, bien que le général Võ Nguyên Giáp ait lancé la quasi-totalité de ses forces, les succès initiaux nord-vietnamiens sont entravés par de lourdes pertes du fait de tactiques maladroites et de l'appui aérien américain et sud-vietnamien (opération Linebacker). Une des issues de l'offensive est le lancement de l'opération Linebacker II, premier bombardement du Viêt Nam du Nord mené par les États-Unis depuis novembre 1968.
Bien que les forces sud-vietnamiennes aient résisté aussi bien que possible, les Nord-Vietnamiens ont rempli deux objectifs importants : ils ont gagné des territoires de grande valeur du Sud à partir desquels ils lanceront leurs offensives futures et ont par ailleurs obtenu une meilleure position pour les négociations des accords de paix de Paris.

### Sources gouvernementales publiées
- (en) Lavalle, Major A.J.C., ed. Air Power and the 1972 Spring Invasion. Washington, D.C.: Office of Air Force History, 1985.
- (en) Momyer, General William W. The Vietnamese Air Force, 1951–1975, An Analysis of its Role in Combat. Washington, D.C.: Office of Air Force History, 1975.
- (en) Nalty, Bernard C. Air War Over South Viêt Nam: 1968–1975. Washington, D.C.: Air Force History and Museums Program, 2000.
- (en) Ngo, Lieutenant General Quang Truong, The Easter offensive of 1972. Washington, D.C.: U.S. Army Center of Military History, 1980.

### Sources secondaires
- (en) Andrade, Dale. Trial By Fire: The 1972 Easter Offensive, America's Last Viêt Nam Battle. New York: Hippocrene Books, 1995.
- (en) Casey, Michael, Clark Dougan, Samuel Lipsman, et al., Flags Into Battle. Boston: Boston Publishing Company, 1987.
- (en) Fulghum, David; Maitland, Terrence, et al, South Vietnam on Trial : Mid-1970–1972, Boston, Boston Publishing Company, 1984 (ISBN 0-939526-10-7)
- (en) Morrocco, John, Rain of Fire : Air War, 1969–1973, Boston, Boston Publishing Company, 1985 (ISBN 0-939526-14-X)
- (en) Morrocco, John, War in the Shadows, Boston, Boston Publishing Company, 1988 (ISBN 0-201-11944-7)
- (en) Leepson, Marc and Helen Hannaford, Webster's New World Dictionary of the Viêt Nam War. New York: Simon & Schuster, 1999.
- (en) Palmer, Dave Richard, Summons of the Trumpet : The History of the Vietnam War from a Military Man's Viewpoint, New York, Ballentine, 1978
- (en) Sheehan, Neil, A Bright Shining Lie: John Paul Vann and America in Viêt Nam. New York: Random House, 1988.
- (en) Sorley, Lewis, A Better War : The Unexamined Victories and Final Tragedy of America's Last Years in Vietnam, New York, Harvest Books, 1999 (ISBN 0-15-601309-6)
- (en) Turley, Colonel G. H. The Easter Offensive. Novato CA: Presidio Press, 1985.
- (en) Willbanks, James H., Abandoning Vietnam : how America left and South Vietnam lost its war, Lawrence, Kansas, University of Kansas Press, 2004, 377 p. (ISBN 0-7006-1331-5)